# 2′-O-Methylcytidin
2′-O-Methylcytidin (Cm) ist ein seltenes Nukleosid und kommt in der tRNA, rRNA, mRNA und snRNA vor. Es ist ein Derivat des Cytidins, welches an der Ribose methyliert ist.

Eine tRNA^{Phe} aus S. cerevisiae.
2′-O-Methylcytidin ist hier mit C_{m} gekennzeichnet.